# Stefano Pendinelli
Stefano Agercolo o Agricoli de Pendinellis (Galatina, 1403 – Otranto, 11 agosto 1480) è stato un arcivescovo cattolico italiano.

## Biografia
Nato a Galatina nel 1403, studiò a Nardò dove divenne vescovo nel 1439 dopo la morte dello zio frate francescano e vescovo della città.
Nel 1451, venne nominato arcivescovo e gli venne affidata la cura dell'arcidiocesi di Otranto, ove si trasferì e dove rimase sino alla propria morte, avvenuta nel 1480 come martire della fede sull'altare vittima dei Turchi. Come narra Antonio De Ferrariis nel De situ Iapygiae, «l'arcivescovo Stefano, dopo che per tutto il giorno precedente aveva rincuorato la popolazione col sacramento dell'eucaristia, salì dalla cripta della cattedrale nel coro e lì, martire della fede in Cristo ed insignito dai paramenti sacerdotali, fu decapitato e fatto a pezzi; i Turchi infilzarono la sua testa su un bastone e la portarono per le vie della città».